# 이치키촌 (이시카와현)
이치키촌(一木村)은 이시카와현 이시카와군에 설치되었던 촌이다. 현재의 하쿠산시에 해당한다.